# Christian Ludvig Tillisch
Christian Ludvig Tillisch (født 28. juli 1797 i Favrvrå ved Christiansfeld, død 13. september 1844 på Gram) var en dansk embedsmand.
Tillisch dimitteredes 1816 fra Herlufsholms Skole, tog juridisk embedseksamen 1820 og ansattes 3 år efter som auskultant i Rentekammeret. Efter at Tillisch 1825 havde fået titlen kammerjunker, konstitueredes han samme år som amtmand på Færøerne og fik 1828 fast udnævnelse som sådan. I 1830 forflyttedes han som amtmand til Åbenrå og Løgumkloster. Tillisch havde sæde som kongevalgt deputeret for Færøerne i Østifternes to første stænderforsamlinger, 1835 og 1838. Som amtmand i Slesvig satte Tillisch sig nøje ind i hertugdømmets forhold og fulgte med den største opmærksomhed den slesvig-holstenske bevægelse. Efter at Christian 8. 1840 havde tildelt ham kammerherretitlen, udnævnte han ham 15. april 1841 til kabinetssekretær, i hvilken stilling Tillisch kom til at udøve stor indflydelse på kongen.

## Sprogstriden
I det følgende års slutning kom den tyske og den danske befolkning i hertugdømmet til at stå skarpt over for hinanden som en følge af den sprogstrid, hvortil den stænderdeputerede P. Hiort Lorenzens optræden i stændersalen i Slesvig gav anledning udkastet til det kgl. reskript af 2. dec. 1842, der indeholdt svaret på Lorenzens klage, var affattet af Tillisch.
Kongen udtalte deri, at han ikke kunne billige Stænderforsamlingens beslutning om, at det i hvert enkelt forekommende tilfælde skulle gøres afhængigt af forsamlingens tilladelse, om en deputeret måtte anvende det danske sprog, og opfordrede Stænderforsamlingen til at indgive betænkning om en tilfredsstillende løsning af striden.
Når patentet af 29. marts 1844, ved hvilket det danske sprogs stilling i den slesvigske stændersal fastsattes, dog kun anviste det danske sprog en betinget og underordnet plads ved siden af det tyske, var dette et vidnesbyrd om, at den tyske strømning havde fået overvægten i Statsrådet. Når der fra dansk-slesvigsk side er blevet sagt, at Tillisch påvirkede Christian 8. i slesvig-holstensk retning, så må denne påstand afvises. Tillisch var en dansk mand af tænkemåde og følelse, men han var i politisk henseende en konservativ natur, der ville værne om det danske monarkis opretholdelse i dets bestående omfang og organisation, og trådte derfor i skarp modsætning til det dansk-nationale parti, det senere såkaldte Ejderparti, samtidig med at han brød staven over Slesvig-Holsteinismen.
Mens Tillisch ledsagede kongen på en rejse i Slesvig 1844, døde han af et hjerteslag. Kong Christian beklagede dybt tabet af ham. I et brev til Stemann erklærede kongen, at Tillisch under de vanskelige forhold i hertugdømmerne havde været mere for ham, end han kunde sige; thi han kendte bedre til hertugdømmerne end nogen anden blot dansk embedsmand, og han var en strengt retfærdig mand, som altid med frimodighed sagde sin mening. Tillisch dekoreredes 1843 med Danebrogsordenens kommandørkors.

## Familie
Christian Ludvig Tillisch var søn af oberst Georg Frederik Tillisch og hustru Augusta Elisabeth (søster til gehejmestatsminister P.C. Stemann). En bror var Frederik Ferdinand Tillisch. Han ægtede 1830 komtesse Henriette Vilhelmine Lerche (1801-1887), datter af lensgreve og amtmand Christian Cornelius Lerche til Lerchenborg.
- Gravsten ved Gram Kirke